# Forstloh
Forstloh ist ein Gemeindeteil der Stadt Wallenfels im Landkreis Kronach (Oberfranken, Bayern).

## Geographie
Die Einöde liegt in Hanglage südlich der Wilden Rodach und westlich eines namenlosen linken Zufluss der Wilden Rodach. Ein einer Waldlichtung auf einem Höhenrücken. Ein Anliegerweg führt nach Hammer (0,4 km nordöstlich).

## Geschichte
Gegen Ende des 18. Jahrhunderts bestand Forstloh aus 2 Anwesen. Das Hochgericht übte das bambergische Centamt Wallenfels aus. Das Vogteiamt Wallenfels war der Grundherr der beiden Halbhöfe.
Mit dem Gemeindeedikt wurde Forstloh dem 1808 gebildeten Steuerdistrikt Zeyern und der 1818 gebildeten Ruralgemeinde Geuser zugewiesen. Am 1. Juli 1972 wurde Forstloh im Zuge der Gebietsreform in Bayern nach Wallenfels eingegliedert.

### Einwohnerentwicklung
| Jahr      | 001800 | 001818 | 001861 | 001871 | 001885 | 001900 | 001925 | 001950 | 001961 | 001970 | 001987 |
| Einwohner | 9      | 16     | 10     | 8      | 8      | 15     | 12     | 13     | 14     | 6      | 7      |
| Häuser    | 2      | 2      |        |        | 2      | 2      | 2      | 2      | 6      |        | 3      |
| Quelle    | [ 7 ]  | [ 5 ]  | [ 8 ]  | [ 9 ]  | [ 10 ] | [ 11 ] | [ 12 ] | [ 13 ] | [ 14 ] | [ 15 ] | [ 1 ]  |

## Religion
Der Ort ist römisch-katholisch geprägt und war ursprünglich nach St. Leonhard (Zeyern) gepfarrt, seit Anfang des 20. Jahrhunderts sind die Katholiken nach St. Thomas (Wallenfels) gepfarrt.